# Lady Bird Johnson
Claudia Alta Taylor Johnson, mais conhecida como Lady Bird Johnson (Karnack, 22 de dezembro de 1912 — West Lake Hills, 11 de julho de 2007), foi uma socialite americana e a primeira-dama dos Estados Unidos de 1963 a 1969, como esposa do 36.º presidente dos Estados Unidos, Lyndon B. Johnson. Ela também serviu como a segunda-dama dos Estados Unidos de 1961 a 1963.
Notavelmente bem-educada para uma mulher de sua época, ela provou ser uma gerente capaz e uma investidora de sucesso. Depois de se casar com Lyndon B. Johnson em 1934, quando ele era um político esperançoso em Austin, Texas, ela usou uma herança modesta para financiar sua campanha no Congresso e depois administrou seu escritório enquanto ele servia na Marinha. Ela comprou uma estação de rádio e, mais tarde, uma estação de televisão que gerou receitas que transformaram os Johnsons em milionários.
Como primeira-dama, ela inovou ao interagir diretamente com o Congresso, empregando seu próprio secretário de imprensa e fazendo uma turnê solo nas eleições.
Lady Bird defendia o embelezamento das cidades e estradas do país ("Onde as flores florescem, a esperança também"). A Lei de Embelezamento de Rodovias era conhecida informalmente como "Projeto de Lei de Lady Bird". Ela recebeu a Medalha Presidencial da Liberdade e a Medalha de Ouro do Congresso, as maiores honras concedidas a um civil dos Estados Unidos.

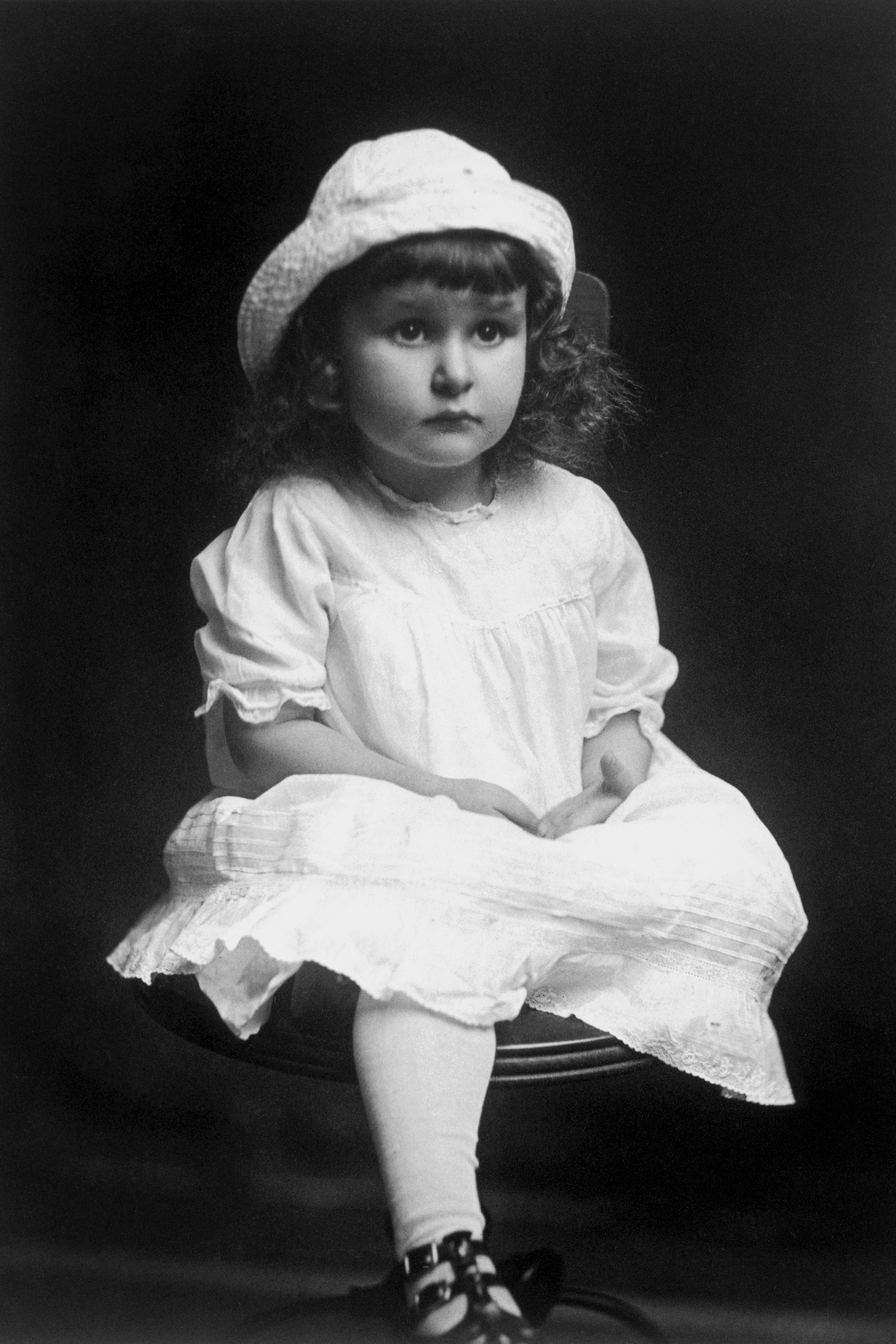
Lady B. Johnson em 1915
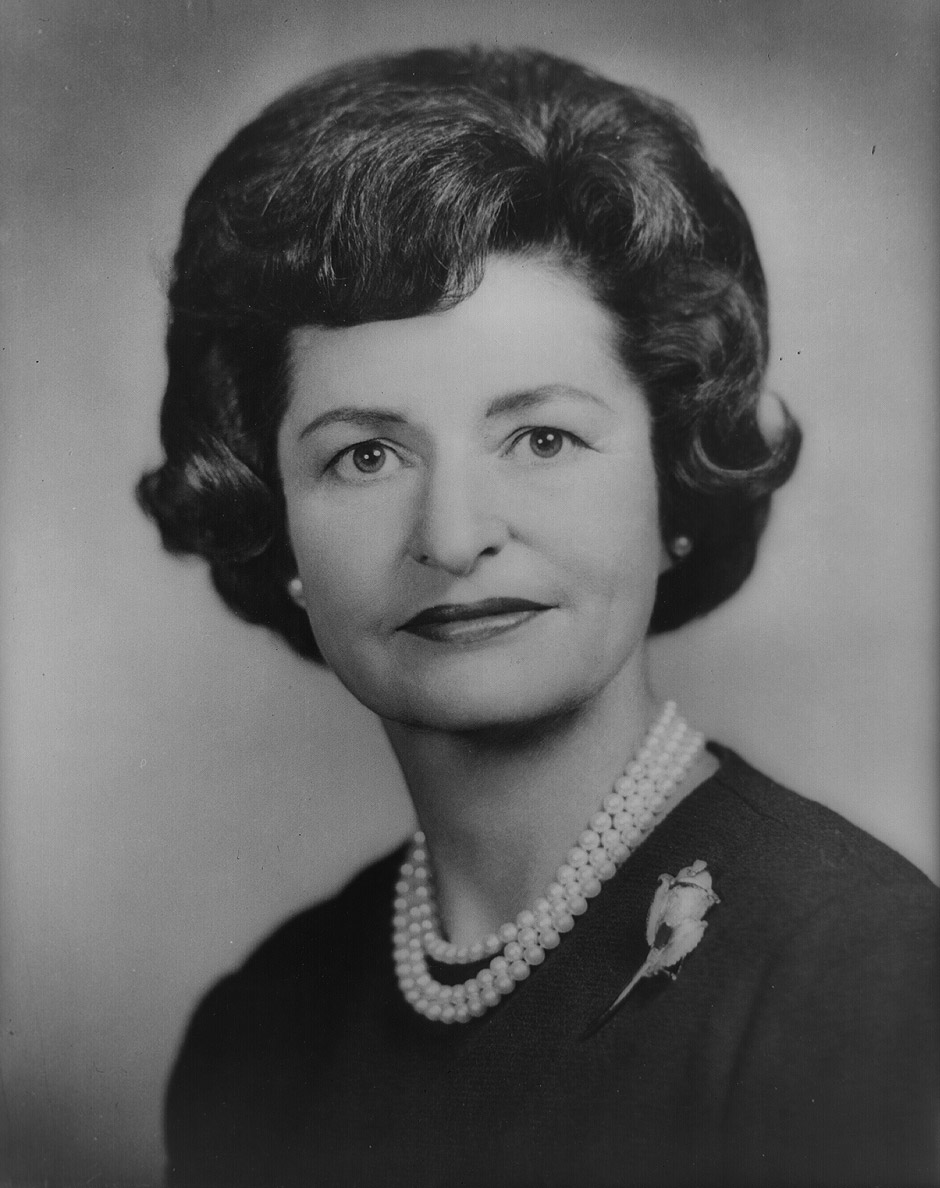
Lady B. Johnson em 1962
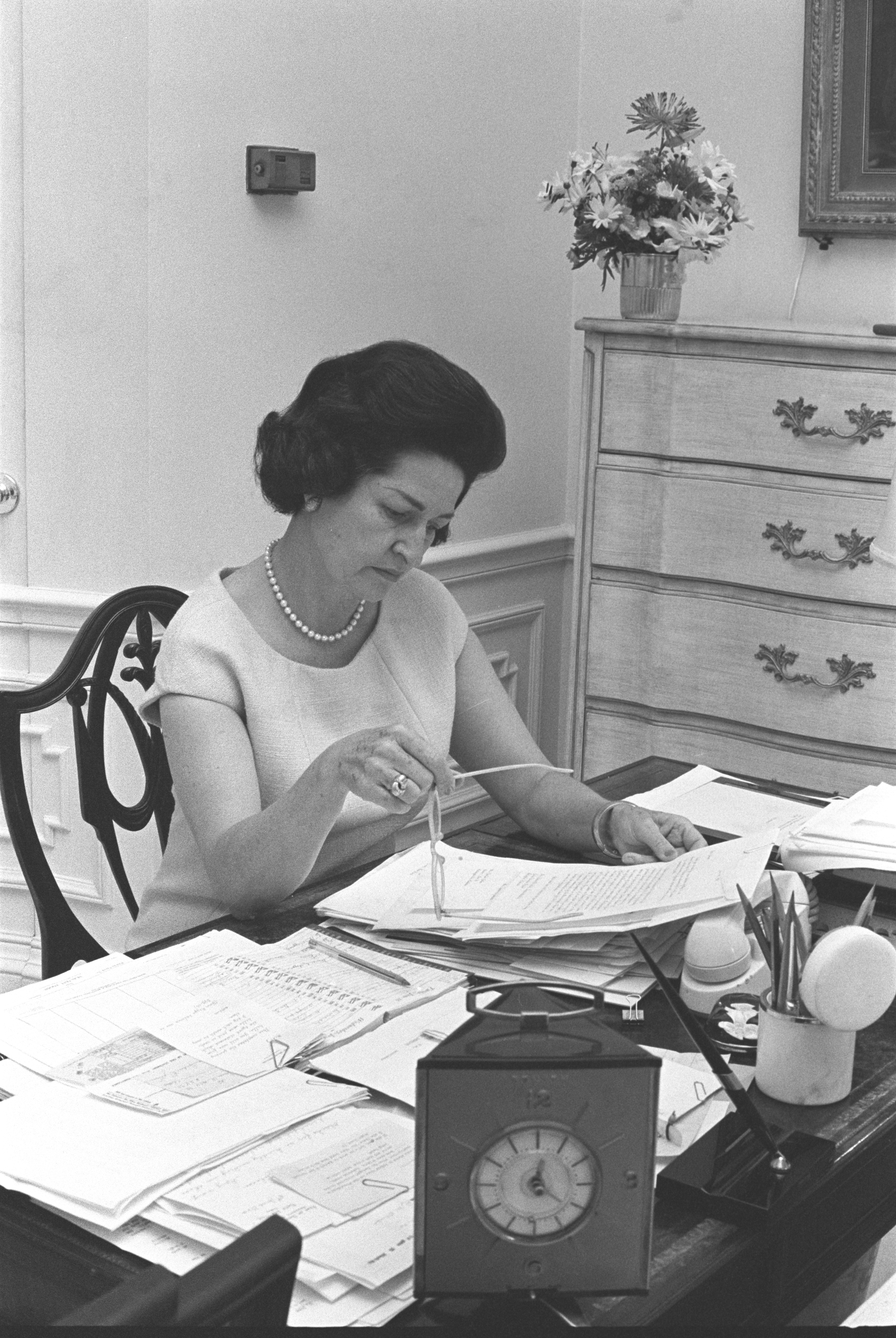
Lady B. Johnson na Casa Branca
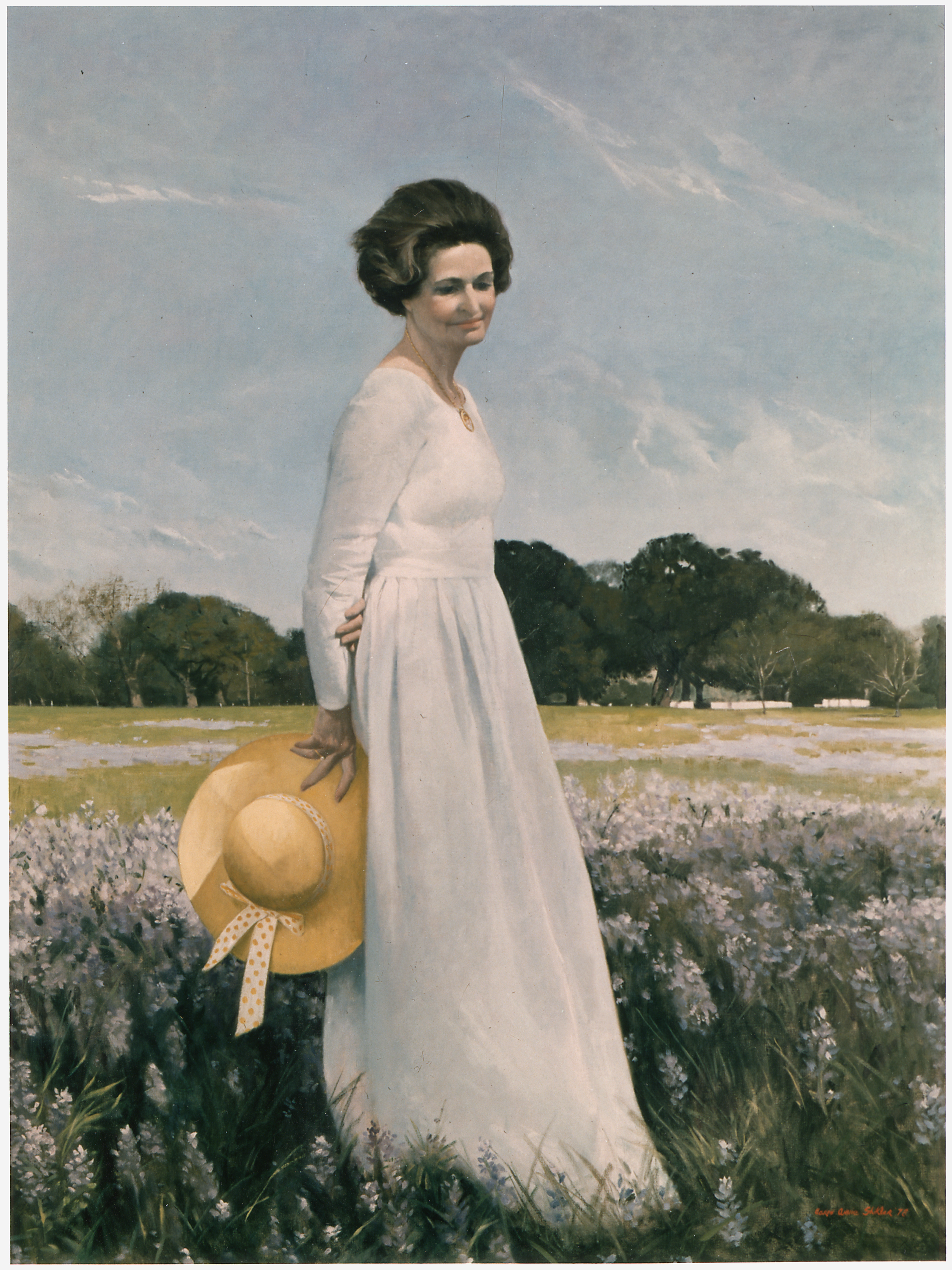
Lady Bird Johnson, por Aaron Shikler.